# Кадиев, Исмаил-Магомед Мирзаевич
Исмаил-Магомед Мирзаевич Кадиев (10 октября 1979, с. Ирганай, Унцукульский район, Дагестанская АССР, РСФСР, СССР) — российский тайбоксер, чемпион Европы. 

## Спортивная карьера
Является воспитанником махачкалинского ДГЦБИ и школы «Скорпион», занимался под руководством Зайналбек Зайналбеков. В мае 2003 года в Сочи стал обладателем открытого Кубка России по тайскому боксу среди любителей. После окончания спортивной карьеры работал в ДЮСШ родного села.

## Достижения
- Кубок России по тайскому боксу 2003 — ;
- Чемпионат Европы по тайскому боксу 2004 — ;

## Личная жизнь
В 1997 году окончил среднюю школу в селе Ирганай. В 2005 году окончил инженерный факультет Дагестанского государственного технического университета. В 2015 году окончил Светский институт народов Кавказа в Хасавюрте.